# Старый город (Каунас)

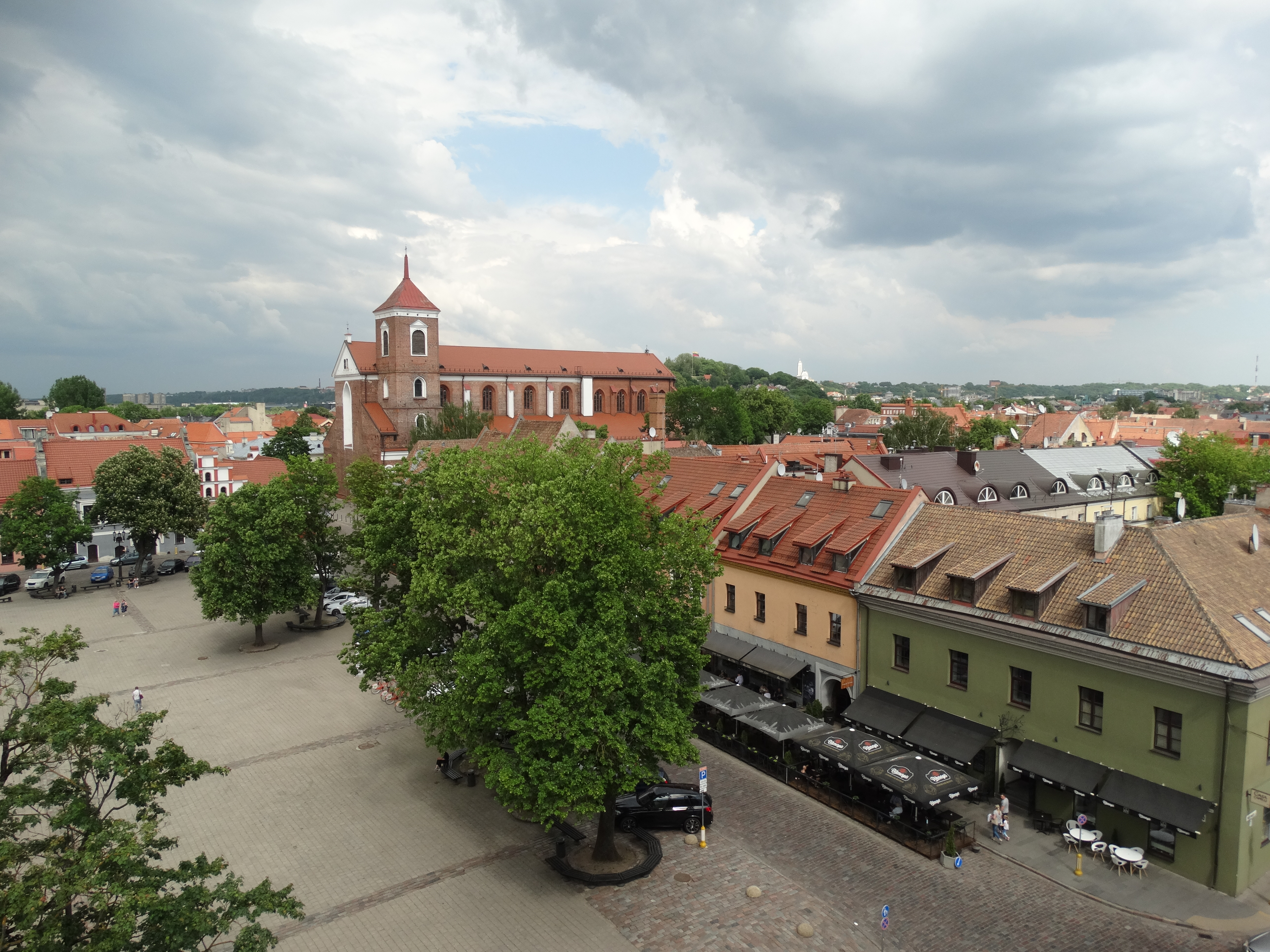

Старый город Каунаса — часть города Каунас, расположенная к востоку от слияния рек Неман и Нярис. Недалеко от парка Сантака. Является памятником урбанистике.
В старом городе практически отсутствует промышленность, крупнейшее сохранившееся здание промышленности — бывшая фабрика «Литуаника», в старом городе преобладают жилые, культурные и исторические постройки. Также в старом городе ограничено общественное движение. Сквозь старый город с запада на восток от Ратушной площади Каунаса до аллеи Лайсвес, проходит улица Вильняус.

## История
Первые поселения на территории старого города были созданы в 1280 году, по другим данным в 1361 году. Город находился на границе с Тевтонским ордером, в XIII веке здесь был построен замок, по упоминанию в хрониках Виганда Марбургского, замок назывался Каунас (Kawen, Cawen) откуда и пошло название города.
Значительную часть экономического потенциала города в раннее Новое время составляло ремесленное производство. В XV веке ремесленное производство значительно расширялось.
В XVIII веке в Каунасе появилась первая полиция, во время Четырехлетнего сейма(1788—1792) путём создания 24 полицейских управлений, одним из которых было Каунасское.

## Архитектура и культура
В Старом городе Каунаса, особенно в западной части, много зданий в стиле готики, ренессанса и барокко. Здесь много исторических, архитектурных и культурных памятников:
Церкви:
- католическая Церковь Витовта
- католическая церковь Святого Георгия
- католическая церковь Пресвятой Троицы
- Каунасский архикафедральный собор
- католическая церковь Тела Божия в Каунасе
- Каунасская евангелическо-лютеранская церковь
- католическая церковь Святой Гертруды (мариан)
- католическая церковь Святого Николая (бенедиктинская)
- католическая церковь Святого Франциска Ксаверия (иезуитов)

Исторические:
- Каунасский замок
- Каунасская ратуша
- Дом Перкунаса
- Дом Сирутиса (Музей литовской литературы имени Майрониса)
- Дворец Забиели
- Старый дворец князей Каунаса
- Старые склады Ганзы
- Музей истории связи

## Галерея

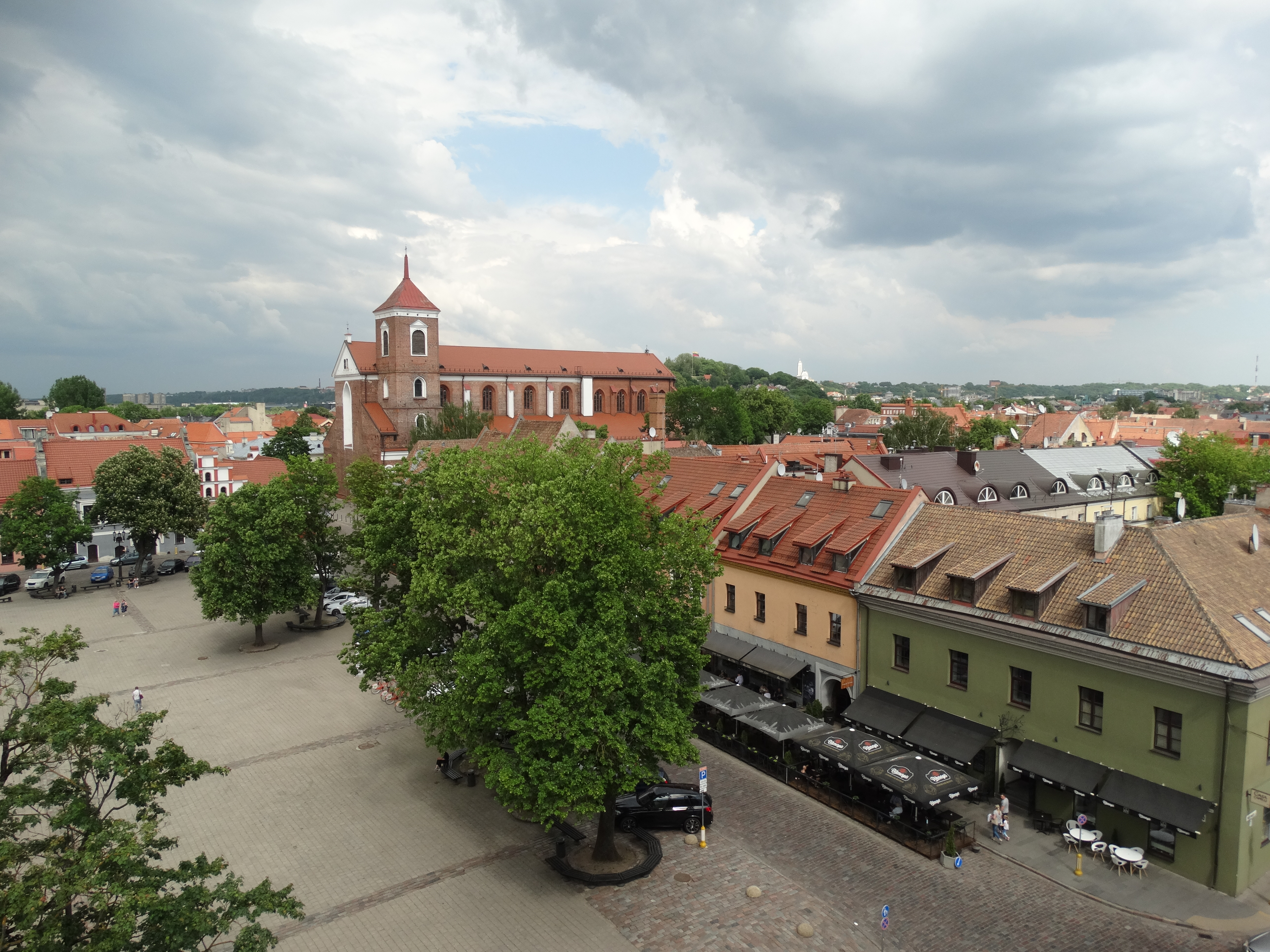
Вид на архикафедральный собор.
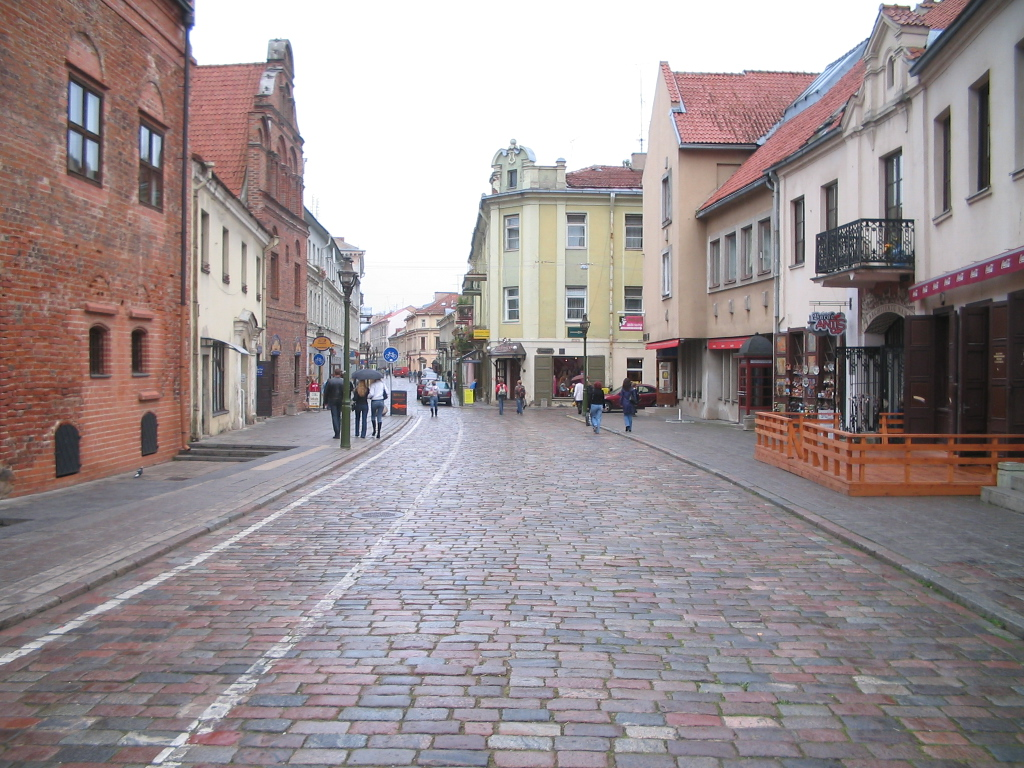
Главная улица Вильняус.
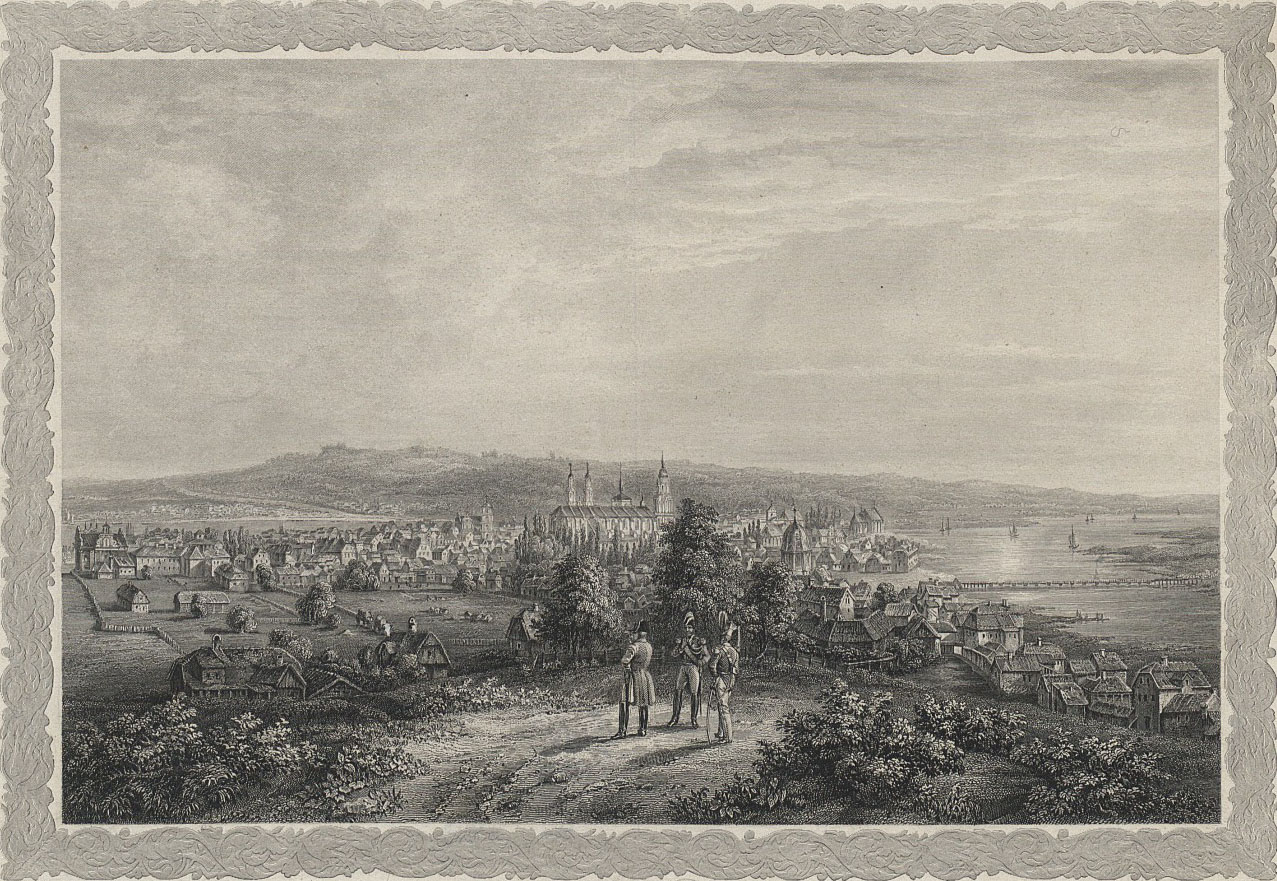
Старый город Каунас в XIX веке.
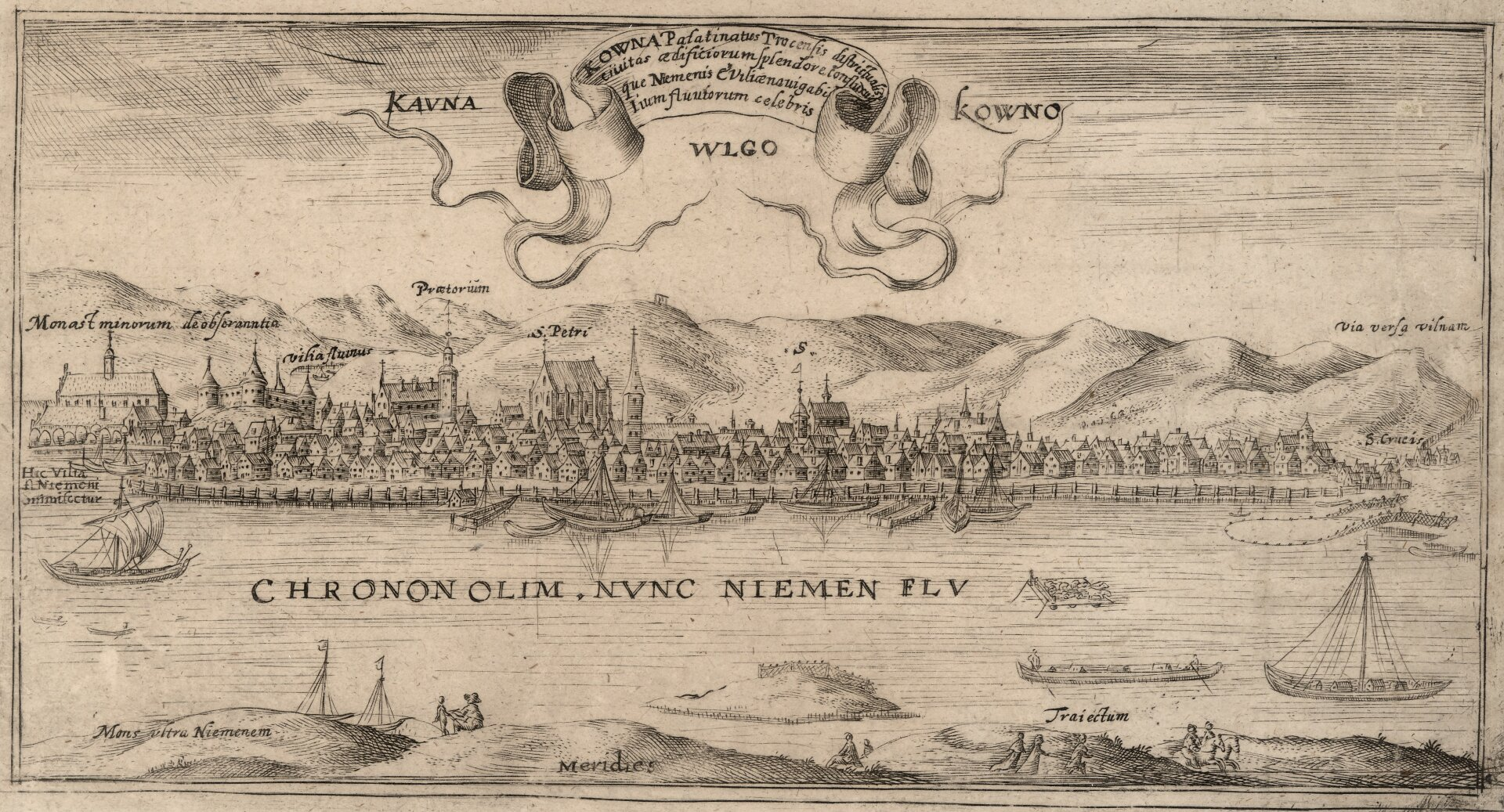
Панорама Каунаса работы Т. Маковского начала XVII века.